# Ясколка Регеля
Ясколка Регеля (лат. Cerastium regelii) — вид травянистых растений рода Ясколка (Cerastium) семейства Гвоздичные (Caryophyllaceae).

## Ботаническое описание
Многолетнее растение. Стебли многочисленные, при основании простёртые, затем приподнимающиеся, 5—20 см высотой, коротко иногда курчаво-опушенные, в нижней части густо олиственные. Листья широко-яйцевидные, 3—6 мм длиной и 2—3 мм шириной, тупые, голые или слегка опушенные, тупые или коротко заострённые. Цветы на стебле в числе 1—5.

## Распространение и экология
Растёт на галечниково-песчаных отмелях, суховатых тундрах и на склонах.

## Значение и применение
На Новой Земле посредственно поедается северным оленем (Rangifer tarandus).